# جیمز استوارت استیل
جیمز استوارت استیل (انگلیسی: James Steele؛ ۲۶ اکتبر ۱۸۹۴ – ۲۴ ژوئیه ۱۹۷۵) فرد نظامی اهل بریتانیا بود. وی همچنین برندهٔ جوایزی همچون صلیب نظامی شده‌است.